# William Mountfort
William Mountfort (* 1664; † 10. Dezember 1692 in London) war ein englischer Schauspieler und Dramatiker.

## Leben und Karriere
Er wurde als Sohn eines Gentleman aus Staffordshire geboren.
Sein Debüt als Schauspieler gab Mountfort um 1678 im Dorset Garden Theatre. Dort wurde er oft in jugendlichen Nebenrollen besetzt. Wenige Jahre später spielte er größere Rollen, meist als feiner Gentleman. Er war einer der meistbeschäftigten Schauspieler der United Company und spielte in allen namhaften Stücken des Dorset Garden Theatres und auch Lincoln’s Inn Fields Theatres. Mountfort schrieb zudem eine Anzahl an Theaterstücken, zum Teil in Alleinurheberschaft oder als Co-Autor sowie viele Prologe und Epiloge. Er heiratete am 2. Juli 1686 in der Kirche St Giles-in-the-Fields die Schauspielerin Susanna Percival, mit der er zwei Töchter hatte.
Colley Cibber lobte Mountforts Darstellungen und sagte, er sei von angenehmem Aussehen und fairer Ausstrahlung. Seine Stimme sei klar, voll und melodiös. In der Tragödie sei er, laut seiner Erinnerung, der berührendste Liebhaber. Mountfort fülle die Bühne, indem er seine Mitspieler in wahrer Meisterleistung übertrifft.
Mountfort unterhielt eine enge Freundschaft zu George Jeffreys, 1. Baron Jeffreys, mit dem er öfter Zeit verbrachte. Zur Unterhaltung des Oberbürgermeisters und des Stadtrats im Jahr 1685 rief Jeffreys Mountfort hinzu und bat ihn, einem hervorragenden Nachahmer bekannter Anwälte, ein fiktives Plädoyer zu halten.

## Gewaltsamer Tod
1692 ereignete sich in einem Kampf um die Gunst einer attraktiven und begehrten Schauspielerin eine weithin beachtete Tragödie. Der junge Offizier Captain Richard Hill hatte sich in Mountforts Kollegin am Dorset Garden Theatre, Anne Bracegirdle, verliebt. Dabei nahm er (den verheirateten) Mountfort als vermeintlichen Geliebten Bracegirdles und somit Nebenbuhler an. Am 9. Dezember 1692 bat der junge Soldat einen Freund, den etwa 17-jährigen Adeligen, aber nichtsdestoweniger berüchtigten Raufbold, Lord Mohun, Bracegirdle nach einem Auftritt zu entführen. Als es dann dazu kommen sollte, verließ sie aufgrund des Widerstands begleitender Personen der Mut und sie ließen die Schauspielerin ziehen. Enttäuscht von dem Misslingen tranken sie noch etwas in einer angrenzenden Taverne. Der benachbart in der Howard Street (Strand) wohnende – und vermutlich von Bracegirdles Diener alarmierte – Mountfort kam hinzu. Als Mountfort eine abfällige Bemerkung in Richtung des jungen Offiziers Hill machte, sprang dieser auf und ging auf den Schauspieler los. Angeblich wollte Mohun ihn noch zurückhalten (nach Augenzeugenberichten schaute er lediglich zu). Hill tötete Mountfort mit einem Stich in die Brust. Nach den Angaben Thomas Babington Macaulay wurde Bracegirdle jedoch erfolgreich entführt, sodass auf ihr Geschrei hin Mountfort hinzueilte und ein langer Schwertkampf stattfand. Nach Mountforts Tod am nächsten Tag floh Hill auf die Kanalinseln (nach anderen Quellen nach Frankreich). Mohun wurde noch am Ort des Geschehens verhaftet und musste sich vor dem Oberhaus strafrechtlich verantworten. In einem Urteil, das weithin Empörung hervorrief, wurde Mohun jedoch am 6. Februar 1693 mit einem Abstimmungsverhältnis 69 zu 14 freigesprochen. Einer der Gründe könnte sein jugendliches Alter von 16 oder 17 Jahren gewesen sein.

## Beisetzung
Bei der reich besuchten Beisetzung am 13. Dezember 1692 in der St Clement Danes sang sogar der königliche Chor. Möglicherweise war dies ein Gefallen von Queen Mary, die Mountforts Vorstellungen schätzte. Henry Purcell spielte die Orgel. Während des Totengeläuts wurde ein Geräusch wahrgenommen, das auf einen eingetretenen Sprung in der Glocke hindeutete.
Seine hinterbliebene Ehefrau heiratete später, am 31. Januar 1694, den Schauspieler John Verbruggen.

## Werke
Eine Anthologie seiner Theaterstücke mit dem Titel Six Plays wurde von in den Jahren 1719 und 1720 in zwei Bänden von J. Tonson, G. Strahan und William Mears, zusammen mit einem biografischen Vorwort, herausgegeben.
- The injur'd lovers, or, The Ambitious Father
- The successful strangers
- Greenwich Park
- King Edward the Third , with the Fall of Mortimer Earl of March (hauptsächlich John Bancroft zugeschrieben)
- The life and death of Dr. Faustus
- Henry the Second, King of England, with the Death of Rosamond (hauptsächlich John Bancroft zugeschrieben)

Der im Englischen bekannte Ausruf „Be still my beating heart“ (u. a. verwandt als Titel eines Liedes des Popsängers Sting, 1987) stammt aus Mountforts Stück „Zelmane“.